# Lutjanus mizenkoi
Lutjanus mizenkoi es una especie de peces de la familia Lutjanidae en el orden de los Perciformes.

## Morfología
• Los machos pueden llegar alcanzar los 32 cm de longitud total.

## Hábitat
Es un pez de mar de clima tropical y asociado a los  arrecifes de coral que vive entre 10-150 m de profundidad.

## Distribución geográfica
Se encuentra en Samoa y Indonesia (Sulawesi ).